# Symplecta trilaciniata
Symplecta trilaciniata là một loài ruồi trong họ Limoniidae. Chúng phân bố ở miền Cổ bắc.